# Policía de la Provincia de Jujuy

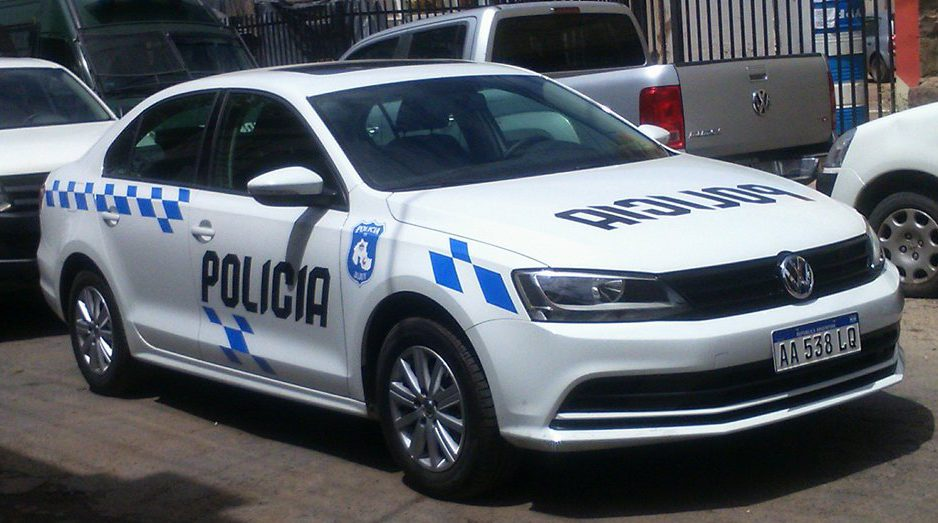
Patrullero de la Policía de la Provincia de Jujuy

La Policía de Jujuy, una de las 23 policías provinciales de la Argentina, está a cargo de la seguridad pública de los habitantes de la provincia de Jujuy.

## Historia
Fue fundada a mediados del siglo XIX, poco después de la separación de Jujuy de la Provincia de Salta.